# 龍泉郡
龙泉郡，中国古代的郡。
北周大象元年（579年），置龙泉郡。下辖长寿县、平昌县，属于汾州。隋朝开皇五年（585年）废龙泉郡，改汾州置隰州。大业三年（607年），改隰州为龙泉郡。户二万五千八百三十，治所在隰川县（今山西省隰县），下辖六县：隰川县、石楼县、永和县、楼山县、蒲县、垣县。唐朝武德元年（618年），恢复州制，改龙泉郡为隰州，天宝元年（742年），再改隰州为大宁郡，乾元元年（758年），恢复州制，改大宁郡为隰州。